# Diagrama de Pourbaix

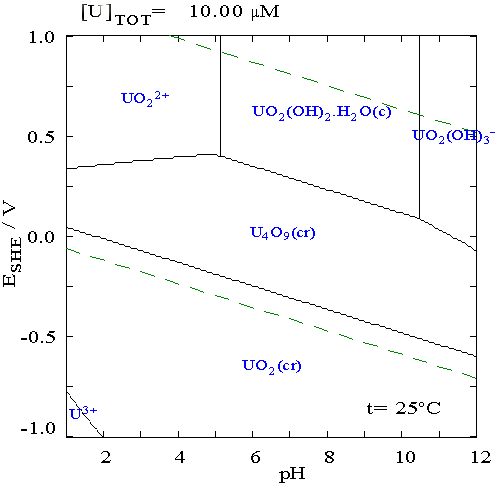
Diagrama de Pourbaix de l'urani en un medi no complexant

El diagrama de Pourbaix, també conegut com a diagrama E/pH, és un diagrama, utilitzat en química, que representa les fases estables majoritàries en equilibri per un sistema electroquímic aquós. Les línies representen els límits dels ions predominants. Aquest diagrama es pot llegir com un diagrama de fase estàndard, però sense preveure velocitats de reaccions o efectes cinètics. Deu el seu nom, des de 1938, a un químic belga nascut a Rússia: Marcel Pourbaix (1904–1998).
L'eix vertical s'anomena Eh pel potencial respecte l'elèctrode estàndard d'hidrogen (SHE), calculada per l'equació de Nernst, i les seves unitats són els Volts o els mil·livolts:
{\displaystyle Eh=E^{0}-{\frac {0.0592}{n}}\log {\frac {[C]^{c}[D]^{d}}{[A]^{a}[B]^{b}}}}
L'eix horitzontal és el pH del medi, que es relaciona amb l'activitat de protons. La mesura del pH és adimensional:
{\displaystyle pH=-\log _{10}\left(a_{{\textrm {H}}^{+}}\right)}
Les línies representen l'equilibri de les espècies iòniques per un E/pH determinat a una concentració fixa.
Hi ha diferents factors que poden modificar els diagrames, com pot ser la concentració d'agents d'unió de metall (lligand), la temperatura o la concentració dels propis ió; aquests dos últims factors, modifiquen les línies de l'equilibri d'acord amb l'equació de Nernst.
Un diagrama de Pourbaix indica les regions d'"immunitat", que es defineixen com les condicions en les quals un metall no és atacat, "corrosió", el metall és atacat (oxidat) i "passivitat", es forma una capa d'òxid a la superfície del metall que impedeix l'oxidació. D'aquesta manera, els diagrames ens poden servir de guia per conèixer l'estabilitat d'un metall en un entorn determinat. Es pot definir les regions de predominança de les diverses espècies oxidades i reduïdes, àcides o bàsiques, iòniques o neutres d'un determinat element.

## Construcció d'un diagrama de Pourbaix
En els equilibris redox, un reductor és una substància capaç de cedir electrons i un oxidant d'acceptar-los. El procés s'expressa de la forma:
Ox + ne ↔ Re
el logartime negatiu del potencial elèctric ve definit segons:
{\displaystyle pE=-\log[e]=\log Keq+\log {\frac {[Ox]}{[Re]}}}
i l'energia lliure de Gibbs es descriu com
{\displaystyle \Delta \ G=-2,303RT\log Keq=-nFE^{0}}
s'arriba a la relació de pE amb el potencial:
{\displaystyle pE=-{\frac {F}{2,303RT}}E}
i per analogia amb el potencial inicial
{\displaystyle pE^{0}=-{\frac {F}{2,303RT}}E^{0}}
es poden relacionar tots dos potencials amb l'equació de Nernst
{\displaystyle pE=pE^{0}+\log {\frac {[Ox]}{[Re]}}}
i d'aquí podem calcular-ne el potencial altre cop elevant 10 a - pE:
{\displaystyle E=10^{-pE}}
En els processos redox, les reaccions d'oxidació van acompanyades de la presa de protons i es produiran en medis àcids, i en medis alcalins les de reducció; per tant els valors d'E dependran del pH del medi.

## La Química ambiental de la hidrosfera
Els diagrames de Pourbaix tenen gran importància en la química de la hidrosfera, ja que ens permeten determinar en quines condicions de potencial i pH la presència d'una substància pot ser tòxica, pel fet que alguns elements químics només són tòxics en certs estat d'oxidació o en cert grau de protonació.
La importància de l'aigua és òbvia, ja que és necessària per a tots els organismes vius; s'ha de pensar que els éssers humans estan formats d'un 70% d'aigua i que, altres organismes poden arribar a superar el 90%. També, l'aigua actua com a transport de minerals i roques; solubilitza compostos atmosfèrics gasosos i transporta energia que absorbeix de l'energia solar.
Alguns dels impactes més rellevants a l'aigua, és la contaminació, que es defineix com l'alteració desfavorable deguda, totalment o en part, a accions humanes. Aquestes accions poden tenir efectes directes o indirectes pel que fa als nivells d'energia, radiació, composició química o composició biològica, que pot comportar un canvi a l'ecosistema, la salut de l'home o d'altres espècies.
Les propietats fisicoquímiques dels sistemes aquàtics depenen en gran manera de la composició de l'aigua; a part dels seus components naturals, pot portar contaminants primaris d'origen natural i/o antropogènic, i recordant que l'atmosfera és un medi oxidant, pot incloure els subproductes de combustió com l'àcid nítric i l'àcid sulfúric. També podem trobar partícules en suspensió de diferent procedència.
Paràmetres fisicoquímics importants són la salinitat de les aigües marines, la temperatura en els sistemes aquàtics: estratificació tèrmica, gasos en els sistemes aquàtics i els equilibris àcid-base i redox dels sistemes aquàtics, aquest últims, són els estudiats en els diagrames de Pourbaix.

## Contaminants
Contaminants físics
| contaminant             | origen                                                                  | efectes                                                                                                |
| ----------------------- | ----------------------------------------------------------------------- | --- |
| temperatura             | utilització de l'aigua com a fluid refrigerant en processos industrials | reducció de la quantitat d'O₂ dissolt. desaparició d'espècies no resistents als canvis de temperatura. |
| partícules radioactives | circuits de refrigeració de centrals nuclears i residus radioactius     | mutacions. mort directa.                                                                               |
| sòlids en suspensió     | aigües residuals industrials i urbanes. Processos d'erosió              | augment de la terbolesa de l'aigua alteracions de les propietats físiques de l'aigua.                  |

Contaminants químics
| Contaminant                                      | origen | efectes |
| ------------------------------------------------ | --- | --- |
| metalls pesants (cadmi, coure, plom, mercuri...) | mineria, indústria, aigües residuals urbanes | alguns metalls són altament tòxics o cancerosos. altres s'acumulen en els animals superiors a través de les cadenes tròfiques. |
| derivats nitrogenats: NO₃, NO₂ i NH₃             | descomposició de la matèria orgànica nitrogenada: residus animals i vegetals, abocaments agrícoles i ramaders, aigües residuals domèstiques           | acidifiquen el medi. |
| compostos sulfurats                              | ambients anòxics per degradació de compostos orgànics sulfurats o reducció de sulfats. Acció antròpica :plantes químiques, industria paperera, tèxtil | acidifiquen el medi. |
| pH                                               | aigües de drenatge de mines (àcid) tallers de galvanotècnia (alcalinització)                                                                          | acidificació o alcalinització del medi.                                                                                        |
| fosfor i derivats                                | aigües residuals domèstiques (detergents). Aigües residuals agrícoles (fertilitzants)                                                                 | eutrofització |
| clorurs                                          | aigua de subministrament. Intrusió marina aigües residuals domèstiques                                                                                | variacions en el gust de l'aigua.                                                                                              |

## Diagrama de Pourbaix de l'aigua
Els diagrames de Pourbaix solen incloure les línies d'estabilitat de l'aigua. La línia superior representa el potencial de l'aigua saturada amb O₂ dissolt a 1atm.
Segons la següent equació l'aigua és oxidada a oxigen.
2 H₂O → O₂ + 4 H+ + 4 e- Eo = 1.229V
Teòricament l'aigua s'ha d'oxidar per qualsevol agent oxidant a aquest potencial encara que en la pràctica s'afegeix un sobrepotencial de 0.5V per a la formació d'oxigen.
La línia inferior representa el potencial de l'aigua saturada amb H₂ dissolt a 1 atm.
La següent equació indica el Potencial de reducció de l'aigua:
2 H+ + 2 e-→ H₂ Eo = 0V
A la pràctica, l'efecte del sobrepotencial impedeix un alliberament significatiu d'hidrogen fins que s'arriba a 0,5V per sota del potencial de reducció.

## Diagrama de Pourbaix del Crom
| Estats d'oxidació | Estats d'oxidació |
| ----------------- | ----------------- |
| −2                | Na 2[Cr(CO) 5]    |
| −1                | Na 2[Cr 2(CO) 10] |
| 0                 | Cr(C 6H 6) 2      |
| +1                | K 3[Cr(CN) 5NO]   |
| +2                | CrCl 2            |
| +3                | CrCl 3            |
| +4                | K 2CrF 6          |
| +5                | K 3CrO 8          |
| +6                | K 2CrO 4          |

El Crom és un element que forma part dels metalls de transició, concretament pertany al grup 6. És un metall de color blanc platejat, dur i trencadís; tot i això, és relativament suau i dúctil quan no està tensionat o quan és molt pur. El Crom (0), que no es troba a la natura, té una configuració electrònica de 4s¹3d⁵ degut a la baixa energia de la configuració amb espín alt. Aquest element té un ampli rang de possibles estats d'oxidació, on l'estat d'oxidació +3 és el que té una estabilitat energètica més elevada. Els estats d'oxidació +3 y +6 són els estats més comuns en els compostos de Crom; a diferència dels estats +1, +4 i +5 que són els menys comuns. El mineral més abundant és la cromita.
Aquí podem observar el Diagrama de Pourbaix del Crom en aigua pura, àcid perclòric o hidròxid de sodi:
Efectes del crom sobre la salut
El Crom té un efecte tòxic sobre l'ésser humà, ja que pot substituir un altre element essencial, degut a una relació càrrega/radi semblant o tenir un mateix estat d'oxidació. Bàsicament, el crom (V) i el crom (VI) són els més tòxics (provoquen danys cel·lulars que duen al càncer); encara que també podem considerar el crom (III), ja que pot substituir el Fe (III) i pot passar a través de la membrana cel·lular tot i que és un element traça important per al metabolisme insulínic.
El principal perill del crom (V) és que, en ser un d¹, és un radical oxidant. Per altra banda, el crom (VI), a part de poder penetrar a la cèl·lula, pot formar cromats o dicromats. Els cromats poden substituir als sulfats. El crom (VI) és un considerat com a substància perillosa per laa directiva Europea de restriccions de substàncies perilloses. Alguns dels problemes de salut que provoca el crom (VI) són:
- Erupcions cutànies
- Malestar d'estómac i úlceres.
- Problemes respiratoris
- Debilitament del sistema immunitari
- Danys en ronyons i fetge
- Alteració del material genètic.
- Càncer de pulmó
- Mort

Efectes del crom sobre el medi ambient
Les activitats humanes que incrementen les concentracions de crom (III), són les indústries de l'acer, les pelleteries, les indústries tèxtils i pintura elèctrica; a més, d'altres aplicacions industrials que provoquen l'aparició del crom (VI). Aquestes aplicacions incrementen les concentracions del Crom en aigua. La combustió de carbó també produeix crom.
- Aigua: per una banda el crom metàl·lic, en ser insoluble, no és tòxic a l'aigua. Per l'altra banda, en els sistemes aquàtics, la toxicitat dels compostos solubles del crom varia amb la temperatura, el pH, la duresa de l'aigua i també amb les espècies d'organismes que els poblen. Els compostos de crom (VI) es dissolen amb facilitat, però en condicions naturals i en presència de matèria orgànica oxidable, es redueixen ràpidament a compostos de crom (III) més estables i menys hidrosolubles. L'Organització Mundial de la Salut recomana una concentració màxima permesa de crom (VI) en aigua potable és de 0.05 mil·ligrams per litre.

- Sòl: la mobilitat del crom en la pedosfera solament pot avaluar-se si es considera la capacitat d'adsorció i reducció dels sòls i dels sediments. Els hidròxids de crom (III), un cop sedimentats i fixats en el sediment aquàtic, difícilment poden tornar a mobilitzar-se a causa del fet que l'oxidació dels compostos de crom (III) per a formar compostos de crom (VI) pràcticament no succeeix de manera natural. Els compostos de crom van ser utilitzats en tints, pintures i per adobar el cuir, aquests compostos solen trobar-se en els sòls i les aigües freàtiques de les indústries abandonades. Degut a la presència de crom, ara hi ha una necessitat de neteja medi ambiental els sòls contaminats. El crom (VI) inclús en concentracions relativament baixes, ja resulta tòxic, sent el pH del sòl un factor fonamental. S'ha de tenir en compte que l'ús d'adobs amb fosfats incrementa l'absorció de crom al sòl.

- Cadena alimentaria: mentre que els compostos de crom (III) assimilats per mitjà de l'alimentació resulten pràcticament innocus; els compostos de crom (VI) tenen efectes altament tòxics. La majoria de les substàncies que contenen crom entren a l'organisme a través dels aliments i de l'aigua; per inhalació les quantitats són relativament petites.

## Diagrama de Pourbaix del ferro
El ferro és un element químic de nombre atòmic 26 situat en el grup 8 de la taula periòdica. Els estats d'oxidació +2 i +3 són els estats més comuns, encara que es coneixen compostos amb estats d'oxidació +4, +5 i +6.
L'ésser humà pot obtenir ferro en carns, productes integrals, patates i vegetals. El nostre organisme absorbeix el ferro d'animals més ràpid que el ferro de les plantes. El ferro és un element important, ja que és una part essencial de l'hemoglobina.
Aquest diagrama representa les diferents espècies per a una dissolució 1 M de Fe realitzant variacions de pH i ε.
En ell hi ha tres tipus de línies:
Les línies verticals mostren equilibris d'àcid-base. Així, per a una dissolució d'aquesta concentració s'observa un equilibri en el que part del Fe es troba en dissolució en forma de Fe (III) i una altra part en forma de precipitat de Fe(OH)₃ a un pH inferior a 4. El mateix passa a pH 7 entre les espècies Fe (II) i Fe(OH)₂. El diagrama i les línies d'equilibri varien en funció de la concentració total del ferro. En general, com més diluïdes estiguin, major àrea d'estabilitat tindran les espècies en dissolució.
Les línies horitzontals representen equilibris redox en els que no intervenen ions hidròxid o protons. Reduccions de Fe (III) a Fe (II) (ε=0.77V) o de Fe (II) a Fe(0) (-0.44V), són representades d'aquesta manera en el diagrama.
Les línies diagonals representen equilibris redox amb intervenció de ions hidròxid i/o protons, de manera que es produeix un canvi en el pH de la dissolució. Aquestes línies diagonals tenen pendent negatiu pel fet que les dissolucions alcalines tendeixen a estabilitzar millor les espècies oxidades.

## Efectes toxicològics
El ferro pot provocar conjuntivitis, corioretinitis, i retinitis si contacta amb els teixits i roman en ells. La inhalació crònica de concentracions excessives de vapors o pols d'òxid de ferro pot provocar una siderosi pulmonar, una pneumoconiosi benigna. La inhalació de concentracions excessives d'òxid de ferro pot incrementar el risc de desenvolupar càncer de pulmó en persones exposades a carcinògens pulmonars.
L'o-arsenit de ferro (III) pentahidratat pot ser perillós per al medi ambient, tant en plantes com en l'aire o l'aigua. El contacte prolongat o repetit amb la pell pot produir dermatitis. La substància pot afectar el sistema nerviós, fetge, sistema cardiovascular i sistema respiratori, donant lloc a neuropaties, dany degeneratiu en el fetge o perforació del si nasal.
Aquesta substància és carcinògena per als éssers humans

## Diagrama de Pourbaix de l'arsènic

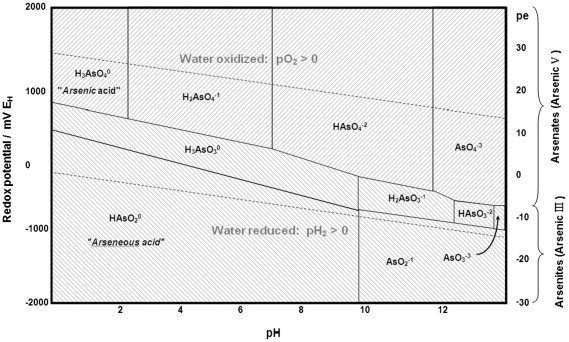
Diagrama de Pourbaix de l'arsènic en medi aquós

L'arsènic és un element químic del grup 15 de la taula periòdica. El seu símbol és As i el seu nombre atòmic és 33. L'arsènic rarament es presenta en estat sòlid, majoritàriament ho fa en forma de sulfurs. Pertany al grup dels semimetalls, ja que presenta propietats intermèdies entre els metalls i els no metalls. Es coneixen compostos d'arsènic des de l'antiguitat, sent extremadament tòxics. Les principals vies d'intoxicació per arsènic són a través de l'aigua degut a l'alta solubilitat en aigua dels compostos de As₂O₃ i As₂O₅ i a través de la dieta.
L'arsènic té dos estats d'oxidació majoritaris, +3 i +5. Segons les condicions de pH i pE es troben en diferents formes àcides en medi aquós. L'arsènic +5 és present en aigües superficials riques en oxigen, mentre que l'arsènic +3 és més característic dels aqüífers. Per tant, les espècies d'As(V) (àcid arsènic i els seus productes de dissociació) es troben en ambients oxidants, part superior del diagrama. I les espècies As (III) (àcid arseniós i productes de dissociació) són estables en medis reductors, part inferior del diagrama, a valors de pE negatius.
L'alliberament natural d'arsènic inorgànic al medi ambient es produeix a partir de l'alteració i l'erosió de les
roques i el sòl, on es troba en forma d'arsina, arsenits, arsenats i òxids.Pel que fa a les fonts antropogèniques, una part és alliberat com a resultat de la seva utilització en la fabricació de plaguicides, aliatges o esmalts, així com en la indústria del vidre. Una altra part té el seu origen en l'abocament de residus domèstics, industrials i en les emissions produïdes durant els processos d'obtenció d'energia a partir del carbó.
Els processos que poden donar lloc a una contaminació natural de l'aigua són variats:
- Àrees geotèrmiques
- Regions volcàniques
- Aqüífers que continguin òxids de ferro i manganès, amb forta afinitat per l'arsènic
- Nivells d'argiles intercalats d'aqüífers amb minerals d'arsènic

La presència d'aigua contaminada per arsènic pren transcendència en regions amb una important activitat agrícola i ramadera, a causa de l'ús de l'aigua no només per al consum humà sinó també com a aigua de reg i per abastir al bestiar pels seus usos com a pesticida. Encara que la contaminació de l'aigua per arsènic no destaca per presentar una important transcendència mediambiental, té uns greus efectes sobre la salut. Sent l'arsènic +3 el més tòxic de tots dos.

## Efectes toxicològics
La intoxicació per arsènic pot tenir lloc de dues formes: toxicitat aguda o toxicitat crònica. La toxicitat aguda és conseqüència de la ingesta d'alt contingut d'arsènic en un temps curt i la toxicitat crònica és el resultat de la ingesta de petites quantitats d'arsènic durant llargs períodes (a través de la dieta). El peix i el marisc són els aliments que presenten les concentracions d'arsènic més elevades, on es troba majoritàriament en forma de dimetilarsènic. Peixos, crustacis, mol·luscs i altres animals aquàtics tenen la capacitat de metabolitzar l'arsènic i acumular-lo com a dimetilarsènic, una forma orgànica amb una toxicitat molt més baixa que la de les inorgàniques no considerades formes químiques tòxiques. La resta d'aliments en general presenten continguts poc significatius del metall, on predomina la forma inorgànica.
En poblacions que ingereixen aigua potable contaminada per arsènic s'han observat efectes adversos tals com diferents tipus de càncer (de pell, de ronyó, de fetge i de bufeta) lesions dèrmiques, neuropaties perifèriques i vasculopaties perifèriques (malaltia del peu negre).
Els arsenats poden reemplaçar els fosfats inorgànics a la glicòlisi que produeix 1,3-bifosfoglicerat a partir de gliceraldehid 3-fosfat, això produeix, en canvi 1-arseno-3-fosfoglicerat que és molt inestable i hidrolitza ràpidament. Així, la glicòlisi continua però es perd la molècula d'ATP, explicant la toxicitat. A més els arsenats també inhibeixen la conversió de piruvat en acetil-CoA bloquejant el cicle de Krebs i, per tant, provocant una pèrdua d'ATP.
L'OMS, estableix com a màxim una concentració d'arsènic de 10μg/L-1 en aigües potables.

## Diagrama de Pourbaix del Fòsfor

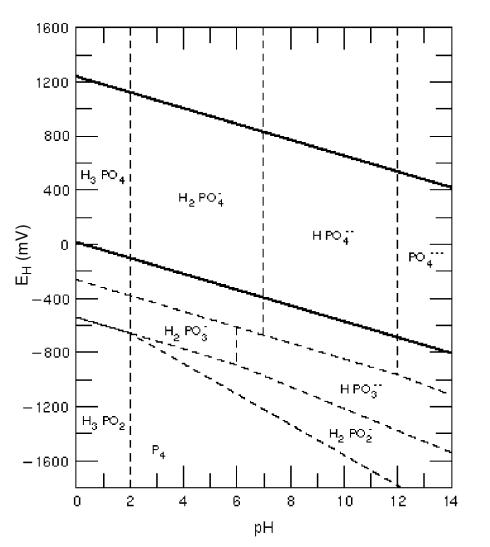
Diagrama de Pourbaix del fòsfor en medi aquós. En dissolució aquosa, representada pel sector entre les dues línies fosques, l'únic estat d'oxidació estable és el +5

El fòsfor és un element químic de nombre atòmic 15 situat en el grup 15 de la taula periòdica, ocupant en el bloc p. El seu símbol és P.
L'estat d'oxidació +5 és el més comú a la natura, trobant-se quasi exclusivament en forma de roques formades per Tricalcifosfat. La resta d'estats d'oxidació no es troben de manera natural, ja que tots tenen un gran caràcter Reductor. En dissolució aquosa el fòsfor també el trobem únicament en l'estat d'oxidació més elevat, canviant només el grau de Protonació. Des de Fosfat fins a àcid fosfòric.
En els éssers vius el fòsfor és el 6è element més comú, l'estat d'oxidació més habitual continua sent el +5 i el trobem tant en forma desprotonada fosfat, monoprotonada: hidrògenfosfat i diprotonada: dihidrògenfosfat, els tres incloent els seus productes de condensació, pirofosfat i trifosfat. Forma part de l'ADN, el Trifosfat d'adenosina, fosfolípids, que formen la membrana cel·lular, i el fosfat de calci, material bàsic estructural dels ossos.
L'ús per part de l'ésser humà del fòsfor és en forma de fosfats. Majoritàriament s'usa com a fertilitzant, tot i que també se li dona ús com a detergent, pesticida, o en forma elemental per a fer llumins. Altres usos del fòsfor són en compostos orgànics fent enllaços C-P, o P-O-C, on el trobem en els estats d'oxidació -3, +1 i +2
Fora dels límits de reducció i oxidació de l'aigua, podem trobar el Fòsfor en estats d'oxidació més baixos de 5. Aproximadament 300 mV per sota del límit de reducció de l'aigua, el fòsfor és present en el seu estat d'oxidació de +4, aquest estat és assignat tenint en compte la similitud d'electronegativitats amb l'hidrogen, que no permet assignar una polarització de l'enllaç P-H. A pH baixos forma l'àcid fosfònic, HPO(OH)₂ en equilibri tautomèric amb l'espècie minoritària P(OH)₃, anomenada àcid fosforós. I si incrementem el pH, perdent els seus protons àcids, dona les formes desprotonades, hidrogenfosfit i fosfit. Aquest estat d'oxidació tot i que no és estable termodinàmicament en medi aquós, ho és cinèticament, ja que fan falta temperatures de vora 200 °C perquè es produeixi la descomposició a àcid fosfòric i Fosfina en estat sòlid.
A potencials més negatius, podem trobar l'estat d'oxidació +3, on el fòsfor forma a pH àcids l'àcid fosfínic, H₂PO(OH), aquest igual que en el cas del fosfònic està en equilibri tautomèric amb l'àcid hipofosforós, HP(OH)₂. Augmentant el pH, es perd el protó àcid i es forma l'ió fosfinat. Aquest estat d'oxidació és molt reductor, oxidant-se a estats d'oxidació més elevats. Si baixem suficient el potencials, podem passar entre la forma protonada i la desprotonada a través de la forma elemental del fòsfor, en la seva forma al·lotròpica de P₄.

## Efectes ambientals
A la natura el fòsfor és un factor limitant per a la vida, especialment la vegetal, és a dir, quantitats baixes de fosfats no permeten la proliferació de vida, mentre que l'abocament excessiu d'aquests provoca un excés d'éssers vius, especialment de fitoplancton. Aquest procés se l'anomena eutrofització i és un procés que desestabilitza les relacions tròfiques de les diferents espècies trencant l'inestable equilibri de la vida. Un dels seus efectes és la deficiència d'oxigen, ja que la gran quantitat de vida que es genera per l'alta presència de fosfats, augmenta el consum d'Oxigen, que amb el temps va disminuint la seva concentració a l'aigua i produint la mort de moltes espècies, deixant només vives les espècies autòtrofes.
L'origen de l'excés de fosfats s'associa amb l'ús de detergents domèstics de fa uns anys. Degut al desequilibri produït pel fòsfor la Comissió Europea va prohibir l'ús de fosfats en detergents.